# Donat II Donat de Bigorra
Donat II Donat o Dat Donat (spagnolo Donato Donato, francese Donat Donat, catalano Donat Donat, e occitano Donat Donat; verso la metà del secolo IX – 870 circa) fu Conte di Bigorre dall'865 alla sua morte.

## Origine
Donat II Donat o Dat Donat, secondo la Histoire de la Gascogne depuis les temps les plus reculés jusqu'à nos jours. Tome 1, era figlio del Conte di Bigorre, Donat Loup e della moglie, Faquilo, che ancora secondo la Histoire de la Gascogne depuis les temps les plus reculés jusqu'à nos jours. Tome 1, e anche secondo LA VASCONIE. PREMIERE PARTIEera figlia di Mancione o Mansione di una casata originaria del Lavedan.

Donat Loup de Bigorre, secondo il documento n° XLIX del Recueil des historiens des Gaules et de la France. Tome 8 era figlio del duca di Guascogna, Lupo III e secondo LA VASCONIE. PREMIERE PARTIE da una amante (o moglie), di cui non si conoscono né il nome né gli ascendenti.

## Biografia
Suo padre, Donat Loup, morì verso l'865; ancora LA VASCONIE. PREMIERE PARTIE ci conferma che in quella data sua madre, Faquilo fece una donazione anche in suffragio dell'anima del marito.

A Donat Loup succedette il figlio primogenito Dat Donat.
Sempre la Histoire de la Gascogne depuis les temps les plus reculés jusqu'à nos jours. Tome 1, ci informa che ratificò alcune donazioni fatte da sua madre, Faquilo, ma morì poco dopo, senza lasciare alcuna discendenza.

Gli succedette il fratello, Loup Donat.

## Matrimonio e discendenza
Di Donat II Donat o Dat Donat non si hanno notizie di una eventuale moglie, né di alcuna discendenza, come conferma la Histoire de la Gascogne depuis les temps les plus reculés jusqu'à nos jours. Tome 1.

### Fonti primarie
- (LA)  Recueil des historiens des Gaules et de la France. Tome 8.

### Letteratura storiografica
- René Poupardin, "Ludovico il Pio", cap. XVIII, vol. II (L'espansione islamica e la nascita dell'Europa feudale) della Storia del Mondo Medievale, pp. 558–582.
- (FR)  LA VASCONIE. PREMIERE PARTIE.
- (FR)  Histoire de la Gascogne depuis les temps les plus reculés jusqu'à nos jours. Tome 1.